# Кевін Мбабу
Мелінго Кевін Мбабу (фр. Melingo Kevin Mbabu; нар. 19 квітня 1995, Шен-Бужрі, кантон Женева) — швейцарський футболіст, правий захисник англійського «Фулгема» та збірної Швейцарії. На умовах оренди грає за «Аугсбург».
Мама — конго, батько — француз.

## Ігрова кар'єри

### «Серветт»
Мбабу є вихованцем швейцарського футбольного клубу «Серветт», в якому він почав займатися у 2003 році. У сезоні 2012/13 Кевін став залучатися до матчів основного складу. 26 вересня 2012 року в матчі проти «Лозанни» в чемпіонаті Швейцарії він дебютував на професійному рівні, вийшовши на заміну і відігравши 24 хвилини. Цей матч став для нього єдиним в основному складі рідного клубу.

### «Ньюкасл Юнайтед»
У січні 2013 року 17-річний Мбабу успішно пройшов перегляд у англійському «Ньюкасл Юнайтед» і підписав з клубом контракт на три з половиною роки. Трансфер обійшовся «Ньюкаслу» в 500 тис. фунтів. Після підписання контракту Мбабу розповів, що завжди мріяв виступати в англійській Прем'єр-лізі. У наступні два роки він грав за молодіжний склад клубу і довго не міг пробитися в основний склад. В зимове трансферне вікно сезону 2014/15 Мбабу був відданий в оренду шотландському клубу «Рейнджерс», але, провівши там півроку, через погану фізичну форму жодного разу не вийшов на поле в його складі.
Восени 2015 року «Ньюкасл» збирався відправити Мбабу в ще одну оренду, на цей раз у «Гейтсгед», проте через травми Массадіо Айдари і Пола Дамметта у клуба утворилася нестача лівих захисників. У результаті тренер Стів Макларен був змушений перевести Мбабу в основний склад. 23 вересня 2015 року Кевін дебютував у складі «Ньюкасла», відігравши другий тайм матчу Кубка Футбольної ліги проти «Шеффілд Венсдей». Через три дні в матчі проти «Челсі» Мбабу вперше зіграв в англійській Прем'єр-лізі. Він вийшов в основному складі і відіграв на позиції лівого захисника весь матч, який завершився з рахунком 2:2. Дебют 20-річного швейцарця був названий в його клубі «фантастичним».
3 жовтня 2015 року Мбабу знову вийшов в основному складі «Ньюкасла», на цей раз в матчі з «Манчестер Сіті». Він провів на полі 53 хвилини, отримав травму і був замінений. Близько місяця він відновлювався після травми, після чого поступився місцем в основному складі Айдарі і Дамметту, що повернулися в стрій . У травні 2016 року Мбабу продовжив контракт з «Ньюкаслом» ще на два роки.

### «Янг Бойз»
23 серпня 2016 року Мбабу був відданий в річну оренду швейцарському клубу «Янг Бойз». У червні 2017 року Мбабу перейшов в «Янг Бойз» на постійній основі, підписавши з клубом контракт на три роки. У сезоні 2017/18 допоміг команді здобути перший для неї за попередні 32 роки титул чемпіонів Швейцарії, а наступного сезону — його захистити.
У квітні 2019 року уклав чотирирічний контракт з німецьким «Вольфсбургом».

## Виступи за збірну
Протягом 2011—2014 років залучався до юнацьких збірних Швейцарії різних вікових категорій. 
Восени 2018 року дебютував в офіційних матчах за національну збірну Швейцарії, вийшовши у стартовому складі швейцарців на матч Ліги націй 2018/19 проти ірландців.

## Статистика виступів

### Статистика виступів за збірну
| Дата       | Місто           | Господарі  | Результат             | Гості             | Турнір                                         | Голи | Примітки  |
| ---------- | --------------- | ---------- | --------------------- | ----------------- | ---------------------------------------------- | ---- | --------- |
| 8-9-2018   | Санкт-Галлен    | Швейцарія  | 6 – 0                 | Ірландія          | Ліга націй УЄФА 2018-2019 - 1-й етап           | -    |           |
| 14-11-2018 | Лугано          | Швейцарія  | 0 – 1                 | Катар             | товариський матч                               | -    | 62'       |
| 18-11-2018 | Люцерн          | Швейцарія  | 5 – 2                 | Бельгія           | Ліга націй УЄФА 2018-2019 - 1-й етап           | -    | 80'       |
| 26-3-2019  | Базель          | Швейцарія  | 3 – 3                 | Данія             | Відбір до ЧЄ 2020                              | -    | 46'       |
| 5-6-2019   | Порту           | Португалія | 3 – 1                 | Швейцарія         | Ліга націй УЄФА 2018-2019 - півфінал           | -    |           |
| 9-6-2019   | Гімарайнш       | Швейцарія  | 0 – 0 д.ч. (5–6 п.п.) | Англія            | Ліга націй УЄФА 2018-2019 - матч за 3-тє місце | -    | [ 11 ]    |
| 5-9-2019   | Дублін          | Ірландія   | 1 – 1                 | Швейцарія         | Відбір до ЧЄ 2020                              | -    | 76' 90+4' |
| 12-10-2019 | Копенгаген      | Данія      | 1 – 0                 | Швейцарія         | Відбір до ЧЄ 2020                              | -    | 68'       |
| 3-9-2020   | Львів           | Україна    | 2 – 1                 | Швейцарія         | Ліга націй УЄФА 2020-2021 - 1-й етап           | -    |           |
| 25-3-2021  | Софія           | Болгарія   | 1 – 3                 | Швейцарія         | Відбір до ЧС 2022                              | -    |           |
| 31-3-2021  | Санкт-Галлен    | Швейцарія  | 3 – 2                 | Фінляндія         | товариський матч                               | -    | 46'       |
| 3-6-2021   | Санкт-Галлен    | Швейцарія  | 7 – 0                 | Ліхтенштейн       | товариський матч                               | -    | 68'       |
| 12-6-2021  | Баку            | Уельс      | 1 – 1                 | Швейцарія         | ЧЄ 2020 - 1-й етап                             | -    | 63'       |
| 16-6-2021  | Рим             | Італія     | 3 – 0                 | Швейцарія         | ЧЄ 2020 - 1-й етап                             | -    | 58'       |
| 20-6-2021  | Баку            | Швейцарія  | 3 – 1                 | Туреччина         | ЧЄ 2020 - 1-й етап                             | -    | 90+2'     |
| 28-6-2021  | Бухарест        | Франція    | 3 – 3 д.ч. (4–5 п.п.) | Швейцарія         | ЧЄ 2020 - 1/8 фіналу                           | -    | 73'       |
| 2-7-2021   | Санкт-Петербург | Швейцарія  | 1 – 1 д.ч. (1–3 п.п.) | Іспанія           | ЧЄ 2020 - чвертьфінал                          | -    | 101'      |
| 9-10-2021  | Женева          | Швейцарія  | 2 – 0                 | Північна Ірландія | Відбір до ЧС 2022                              | -    | 81'       |
| 15-11-2021 | Люцерн          | Швейцарія  | 4 – 0                 | Болгарія          | Відбір до ЧС 2022                              | -    | 90+3'     |
| 26-3-2022  | Лондон          | Англія     | 2 – 1                 | Швейцарія         | товариський матч                               | -    | 36'       |
| 29-3-2022  | Цюрих           | Швейцарія  | 1 – 1                 | Косово            | товариський матч                               | -    | 62'       |
| 5-6-2022   | Лісабон         | Португалія | 4 – 0                 | Швейцарія         | Ліга націй УЄФА 2022-2023 - 1-й етап           | -    |           |
| Усього     |                 | Матчів     | 22                    |                   | Голів                                          | 0    |           |

## Титули і досягнення
- Чемпіон Швейцарії (2):

«Янг Бойз»: 2017-18, 2018-19